# Шмитт, Джон
Джон Виктор Шмитт (англ. John Victor Schmitt; 23 декабря 1901, Филадельфия, Пенсильвания — 13 июня 1991, Ларго, Флорида) — американский гребец, выступавший за сборную США по академической гребле в конце 1920-х годов. Бронзовый призёр летних Олимпийских игр в Амстердаме в зачёте распашных безрульных двоек, победитель и призёр первенств национального значения.

## Биография
Джон Шмитт родился 23 декабря 1901 года в Филадельфии, штат Пенсильвания.
Занимался академической греблей в местном филадельфийском клубе Pennsylvania Barge Club, в составе которого неоднократно становился победителем и призёром национального первенства.
Наивысшего успеха в гребле на международном уровне добился в сезоне 1928 года, когда вошёл в основной состав американской национальной сборной и благодаря череде удачных выступлений удостоился права защищать честь страны на летних Олимпийских играх в Амстердаме. В программе распашных безрульных двоек вместе с напарником по филадельфийскому клубу Полом Макдауэллом благополучно преодолел все предварительные этапы, тогда на стадии полуфиналов потерпел поражение от команды Германии. В утешительной гонке за третье место победил сборную Италии и тем самым завоевал бронзовую олимпийскую медаль.
С ростом в 171 см Шмитт считается одним из самых низкорослых гребцов в истории американской олимпийской сборной по академической гребле.
Умер 13 июня 1991 года в городе Ларго, штат Флорида, в возрасте 89 лет.